# Маврикийская конвенция о прозрачности
Конвенция ООН о прозрачности в контексте арбитражных разбирательств между инвесторами и государствами на основе международных договоров, принятая 10 декабря 2014 и вступившая в силу 18 октября 2017, внедряет среди сторон Правила ЮНСИТРАЛ о прозрачности в контексте арбитражных разбирательств между инвесторами и государствами на основе международных договоров, предусматривающие публикацию уведомления ответчика истцом об арбитраже, ответное уведомление ответчика, исковое заявление, ответы ответчиком на исковое заявление и любые прочие письменные заявления сторонами спора, перечень доказательств к упомянутым документам и показаниям свидетелей и экспертов, (если перечень был подготовлен), но не сами доказательства, письменные представления третьих лиц и неучастников спора, но участников международного договора, протоколы слушаний (если имеются), постановления и решения арбитража.
При этом конвенция не предполагает публикацию конфиденциальной информации, составляющей коммерческую тайну, либо той, чья публикация препятствовала бы обеспечению соблюдения законодательства, либо защищённой от оглашения по международному договору, либо если она представлена государством-ответчиком в соответствии с национальным правом, либо в соответствии закону или правилам, что арбитраж сочтёт применимыми по вопросам раскрытия этой информации.

## Стороны
Подписанты:
- Австралия
- Бельгия
- Бенин
- Боливия
- Республика Конго
- Финляндия
- Франция
- Габон
- Германия
- Ирак
- Италия
- Люксембург
- Мадагаскар
- Нидерланды
- Швеция
- Сирия
- Великобритания
- США

Ратификанты:
- Камерун
- Канада
- Гамбия
- Маврикий
- Швейцария